# (4942) Munroe
(4942) Munroe – planetoida z głównego pasa planetoid okrążająca Słońce w ciągu 3,27 lat w średniej odległości 2,20 au. Odkrył ją Henri Debehogne 24 lutego 1987 roku w Obserwatorium La Silla. Nazwa planetoidy pochodzi od Randalla Munroego (ur. 1984) – byłego inżyniera robotyki pracującego dla NASA, twórcy komiksu internetowego xkcd.